# Museu Etnográfico em Włocławek

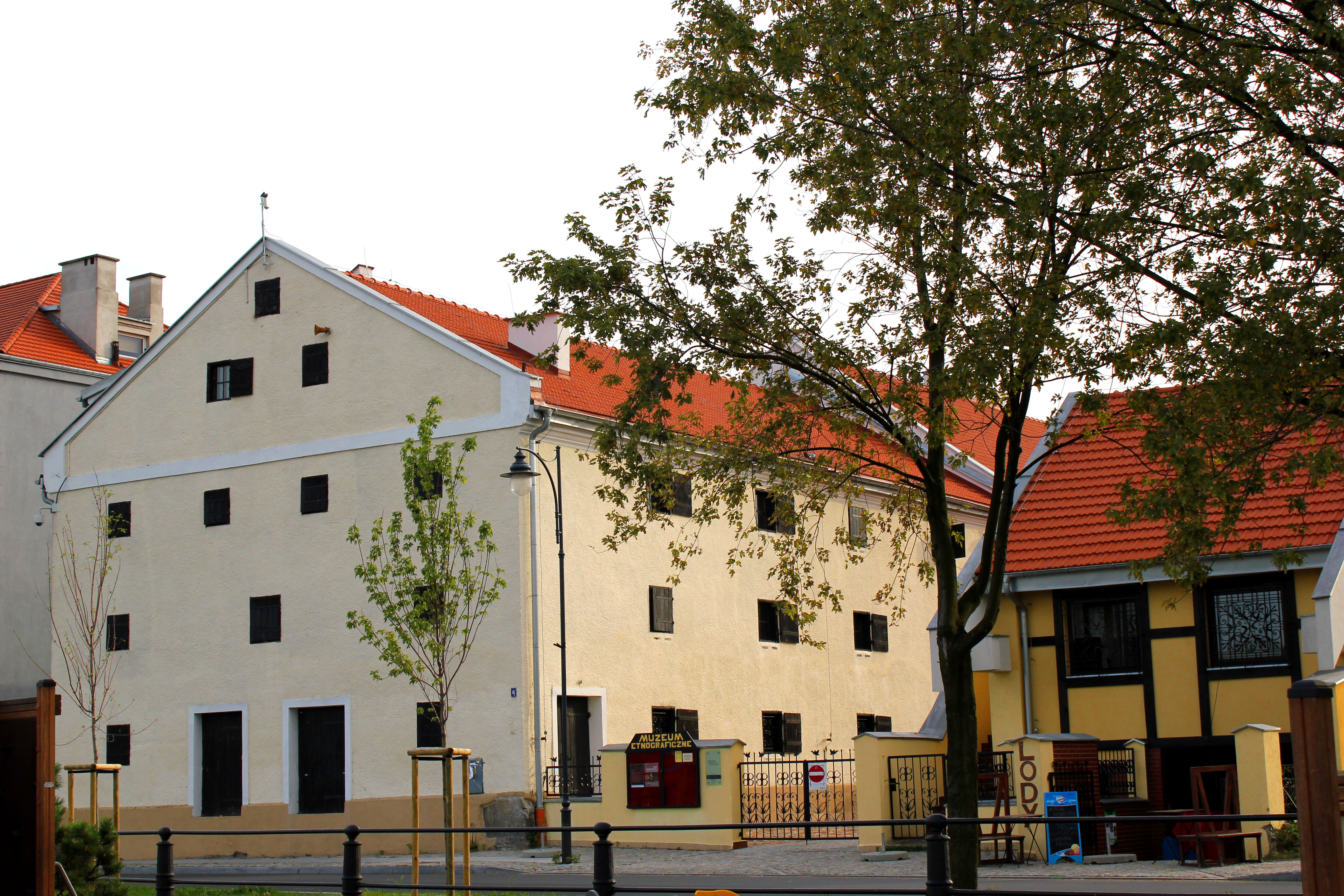
Museu Etnográfico em Włocławek

Museu Etnográfico em Włocławek – o filial do Museu da Terra de Kujawy i Dobrzyń em Włocławek.

## Localização
O Museu Etnográfico fica no complexo dos edifícios com o celeiro histórico sob os Diques de Marechal  J. Piłsudski 6 em Włocławek.

## História
O celeiro histórico que constitui uma parte do museu foi emergido na metade do século XIX antes de 1848 (segundo do projeto de Franciszek Turnelle - o arquitecto urbano contemporaneo da cidade Włocławek). Ao topo do celeiro foi adicionada, nos anos 1980-1985,  a parte nova que liga-se arquitetonicamente com a parte principal do edifício. Na nova parte foi criada uma exposição temporal, sala audiovisual como também uma biblioteca, oficina e espaço de escritório.
No dia 10 de outubro de 1986 foi a abertura oficial do museu, foi partilhada para visitantes uma exposição permanente “Cultura popular de Kujawy e a terra de Dobrzyń”. Em 1987 o museu ganhou o prêmio do segundo grau no concurso “Evento Museológico do ano 1986” pela disponibilização do edifício e a exposição permanente. Em 1988 ganharam o prêmio para a exposições post- concurso “Traje regional contemporâneo” no concurso “Evento Museológico do ano 1988”.
Nos anos 2011 - 2014 foram feitas as obras de renovação e modernização dos seis edifícios que são a parte do complexo museal: foram renovados interiores, tal como pátio do museu. Áticos e porões foram adaptadas para depósitos de colação museal e biblioteca. Em 2015 no edifício do museu foi criada Oficina de Digitalização e Reprografia.
Em 2016 o museu celebrou 30 anos da sua atividade. Durante estes anos o museu organizou quase 100 exposições temporais e 37 exposições itinerantes. A coleção do museu foi aumentada pelas 5729 posições, foram organizados mais de 100 vários eventos que ganharam a popularidade considerável entre habitantes de Włocławek.

## Exposições
Exposição permanente:

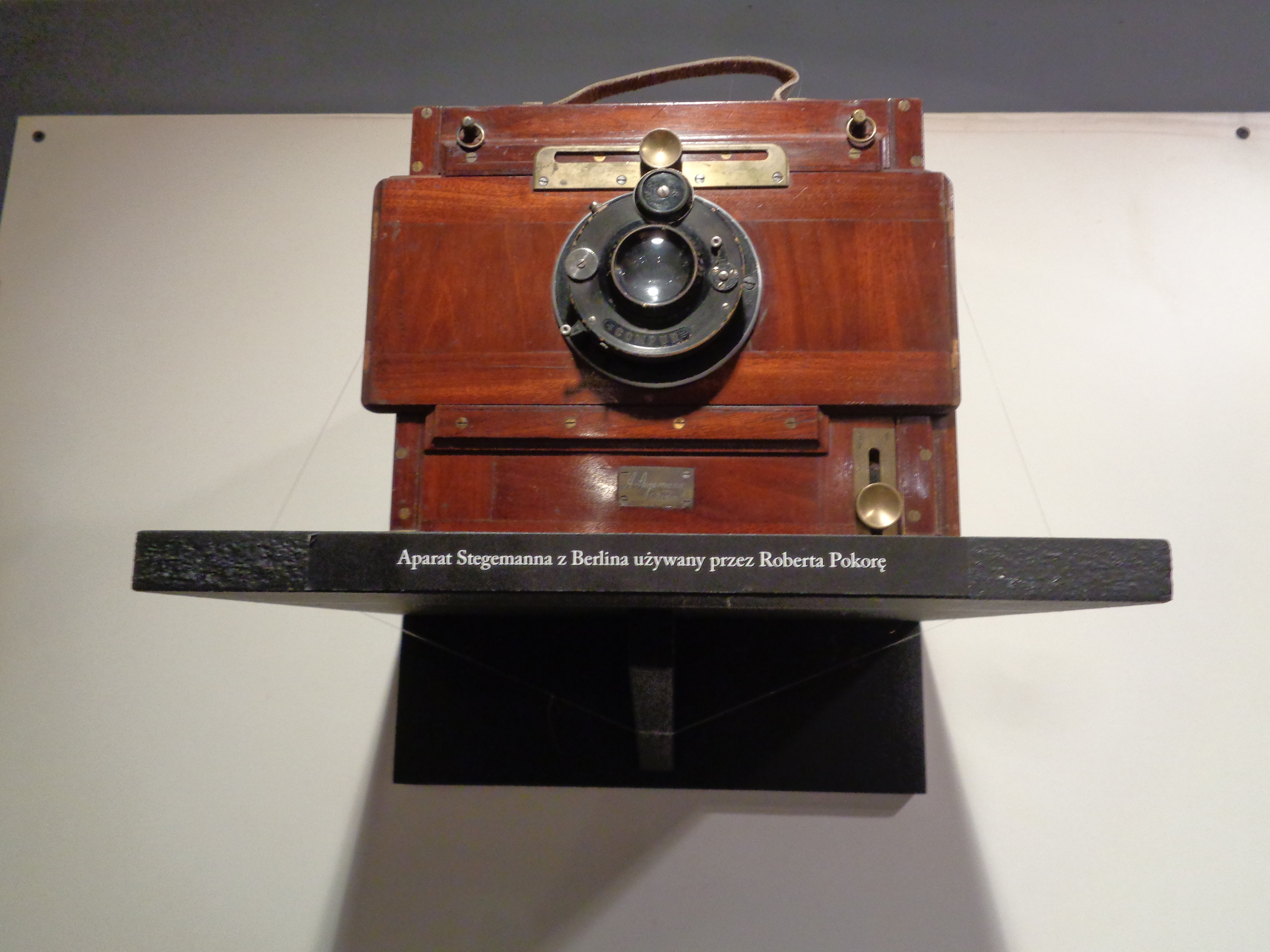
Exposição “Fotografias de sapateiro. O mundo de Robert Pokora nos negativos de vidro”.

●  Cultura popular de Kujawy e a terra de Dobrzyń” – apresenta uma aldeia da virada do século XIX/XX e mostra já não existente cultura popular.
Desde de 1986 estão organizadas festas do fim do carnaval que em 1995 transformaram-se em anuais „Korowody Grup Zapustnych Ulicami Włocławka”. O Museu Etnográfico organiza ciclicamente os encontros “Domingo com curador” onde participantes podem visitar exposições temporais.
Desde de 2014, no pátio do museu, toma lugar “Feira de Włocławek com dons do Verão” - festa do caráter cultural que promove produtos tradicionais, feitos de matéria-prima local.
O museu também conduz atividade educacional: seminários anuais e ocasionais.